# Obducat
Obducat AB är ett svenskt företag som utvecklar och tillverkar utrustning för att framställa mikro- och nanostrukturer med nanolitografi. Utrustningen kan tillverka strukturer ner till 17 nm storlek. Obducat är enligt egen uppgift den världsledande tillverkaren av utrustning för nanolitografi, och den enda som har sålt utrustning för massproduktion. Utrustningen kan bland annat användas vid tillverkning av komponenter till hårddiskar, lysdioder, optiska lagringsmedier (HD DVD) och displayer. Obducats utrustning används bland annat för tillverkning av PhlatLight-LED. Företaget är noterat på Nordic Growth Market.